# Rue du Buisson-Saint-Louis
La rue du Buisson-Saint-Louis est une voie du 10e arrondissement de Paris, en France.

## Situation et accès
La rue du Buisson-Saint-Louis est une voie publique située dans le 10e arrondissement de Paris. Elle débute au 192, rue Saint-Maur et se termine au 25, boulevard de la Villette.

## Origine du nom

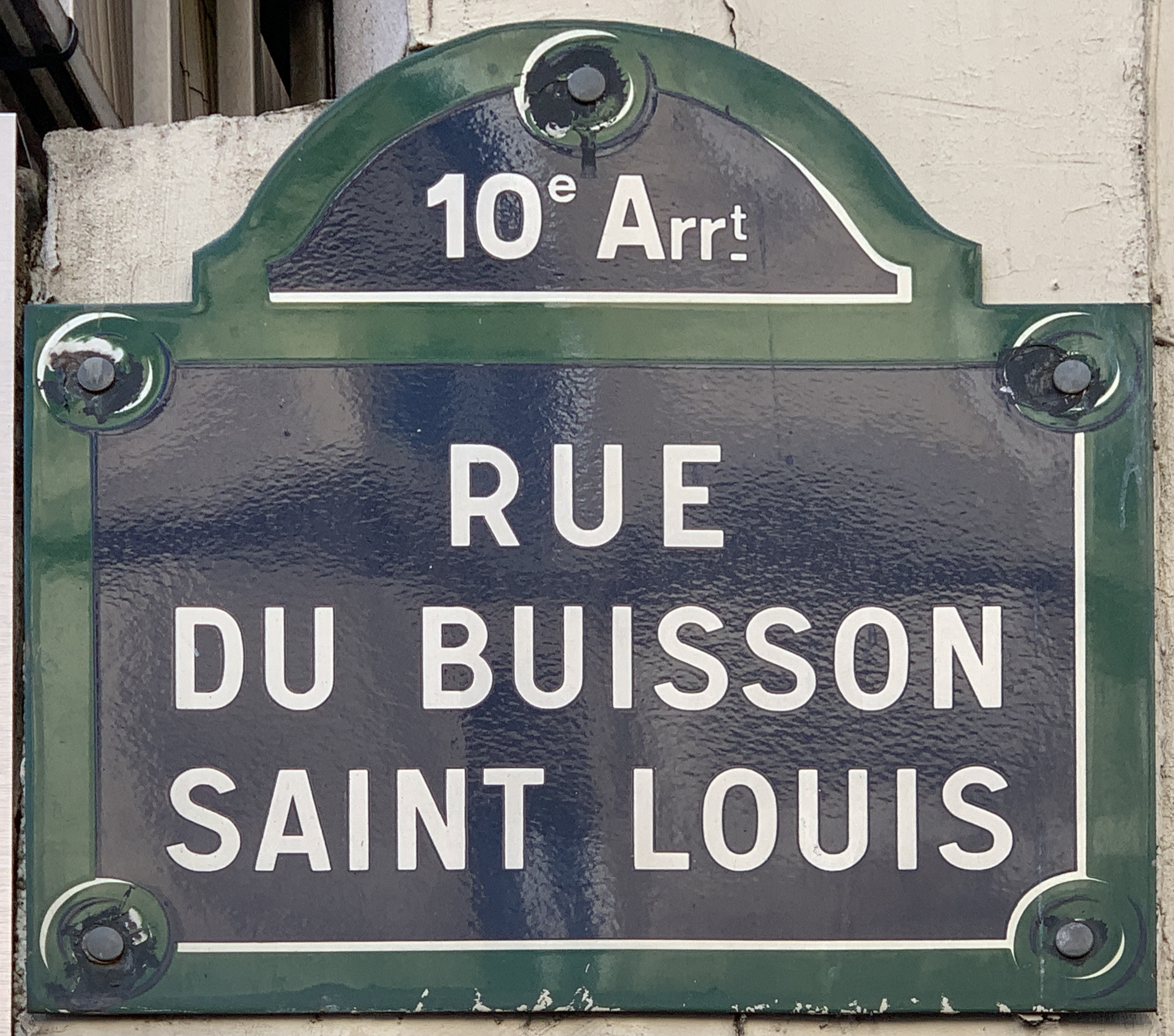
Plaque de la rue.

Elle porte ce nom en raison de l'ancienne situation champêtre dans le voisinage de l'hôpital Saint-Louis.

## Historique
C'est initialement un ancien chemin couvert de buissons menant aux Buttes-Chaumont et converti en rue au XVIIIe siècle.
D'abord appelée « ruelle des Cavées », puis « rue des Moulins », le plan de Verniquet de 1790 l'indique sous la dénomination de « rue du Buisson-Saint-Louis ».
Le 11 mars 1918, durant la première Guerre mondiale, le no 28 rue du Buisson-Saint-Louis est touché lors d'un raid effectué par des avions allemands.
Jean et Marie Moinon tenaient un café-restaurant au no 19 de la rue où ils furent arrêtés par la Gestapo en janvier 1944. Une plaque se trouve dans la rue mentionnant Berthe Moinon (en réalité Marie Moinon). Une rue leur rend hommage à Paris : la rue Jean-et-Marie-Moinon.

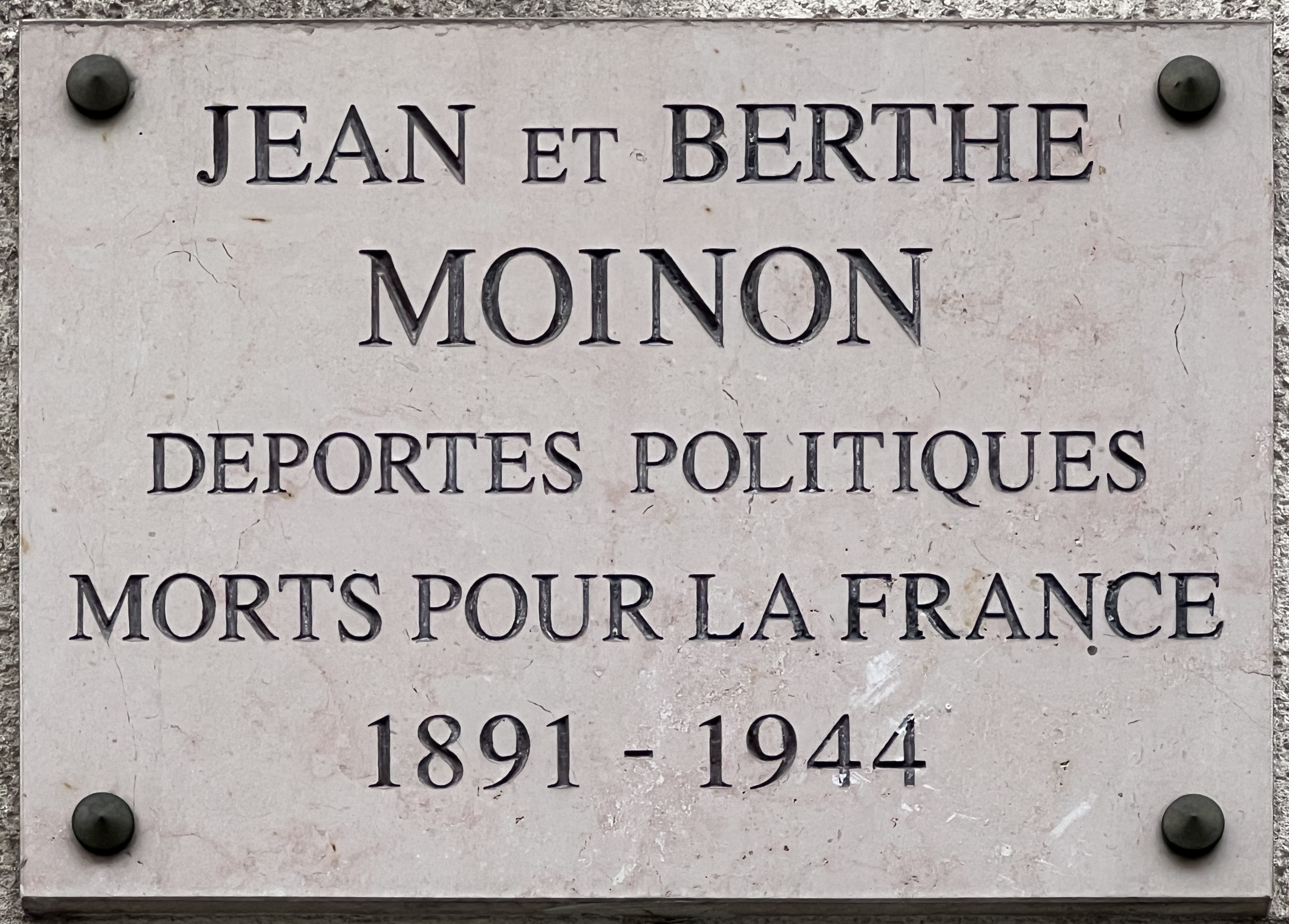
Plaque à Jean et Berthe Moinon, rue du Buisson-Saint-Louis.